# Водяное (Краснокутский район)
Водяное (укр. Водяне), село, 
Алексеевский сельский совет,
Краснокутский район,
Харьковская область.
Код КОАТУУ — 6323580303. Население по переписи 2001 года составляет 572 (248/324 м/ж) человека.

## Географическое положение
Поселок Водяное находится на расстоянии в 3 км от реки Коломак (правый берег).
На расстоянии в 1 км расположены сёла Алексеевка и Солнцедаровка.
Через село проходит железная дорога, станция Водяная.
К селу примыкает лесной массив урочище Хмелевое (дуб).

## История
- 1899 — дата основания.

## Экономика
- Свинотоварная ферма.
- Хлебоперерабатывающий комбинат.

## Объекты социальной сферы
- Дом культуры.